# Calao de Samar
Penelopides samarensis
Espèce
Synonymes
- Penelopides affinis samarensis

Statut CITES
Le Calao de Samar (Penelopides samarensis) est une espèce d'oiseau de la famille des Bucerotidae, endémique des Philippines.
C'est une espèce monotypique (non subdivisée en sous-espèces).  Elle était autrefois  considérée comme une sous-espèce du Calao tarictic (Penelopides panini), et est parfois considérée comme une sous-espèce du Calao de Mindanao (Penelopides affinis) à laquelle elle appartenait avant d'en être séparée.